# Dumnorix

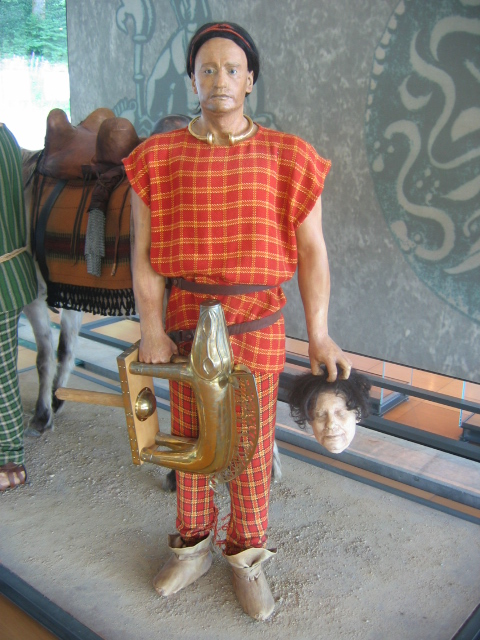
Dumnorix

Dumnorix, (Dubnoreix på mynt), var en romfientlig agitator i Gallien, motståndare till Julius Caesar. Han var bror till druiden Divitiacus. Dumnorix var ledare över den keltiska stammen haeduerna under det första århundradet f.Kr. Han var emot en allians med romarna, särskilt Julius Caesar.
Dumnorix sades, tillsammans med Orgetorix från helvetierna och Casticus från sequanerna, ha konspirerat för att kunna etablera ett galliskt triumvirat. För att stärka alliansen lät Orgetorix Dumnorix gifta sig med sin dotter. Konspirationen upptäcktes och stoppades.

## 58 f.Kr.
Under år 58 f.Kr., Caesars första år vid makten, utnyttjade Dumnorix sitt inflytande för att övertala sequanerna att låta helvetierna flytta genom deras område. Caesar motsatte sig detta och krävde att haeduerna, som var allierade med Rom, skulle förse hans trupper med spannmål, men det skedde inte. Liscus, som var haeduernas vergobretus avslöjade att Dumnorix, som var mycket populär och hade stort inflytande, var ansvarig för att förnödenheterna inte kom till romarna. Caesar upptäckte även att Dumnorix hade kommenderat en kavallerienhet som haeduer sänt, men som hade flytt. Eftersom Dumnorix var bror till druiden Divitiacus som hade en god relation till Caesar och Rom, slapp han allvarligt straff och sattes istället under bevakning.

## 54 f.Kr.
Dumnorix fortsatte dock att skapa problem och år 54 f.Kr. var han en av de galliska ledare som Caesar föreslog att han skulle ta med sig som gisslan under sitt andra fälttåg till Britannien, eftersom han var orolig att de skulle skapa problem under hans bortavaro. Dumnorix vädjade att han borde få slippa att följa med på grund av rädsla för havet samt religiösa förpliktelser. När detta misslyckades hävdade han att Caesar hade för avsikt att döda dem allihop utom synhåll för deras folk. Slutligen lyckades han fly från Caesars lägerplats tillsammans med det haeduiska kavalleriet. Caesar skickade resten av kavalleriet efter honom. Dumnorix dödades, skrikande att han var "en fri man, och medborgare i en fri stat". Resten av det haeduiska kavalleriet återvände i Caesars tjänst.

## Namn
Dumnorixs namn, som andra galliska namn (Orgetorix, Vercingetorix), innehåller suffixet rix som etymologiskt hör samman med det latinska ordet rex och det germanska Reich, som tyder på att det är ett aristokratiskt suffix. Dumno- betyder "värld", så namnet kan uttydas som "Världens kung".